# 中华人民共和国外交部西亚北非司
中华人民共和国外交部西亚北非司（英語：Department of West Asian and North African Affairs of the Ministry of Foreign Affairs of the People's Republic of China），简称外交部亚非司，是由中华人民共和国外交部直接领导的工作机关。

## 机构沿革
中华人民共和国成立之初，西亚事务归属外交部亚洲司，北非事务归属外交部西欧非洲司（欧非司）。
1956年6月，西亚和北非事务划归新设立的外交部西亚非洲司（亚非司）。
1964年7月，西亚非洲司分设为西亚北非司和非洲司，西亚北非司仍简称亚非司。
1969年1月，西亚北非司和非洲司重新合并为西亚非洲司。
1972年7月，西亚非洲司又重新分设为西亚北非司和非洲司。

## 工作职能
外交部西亚北非司主要按照国务院和外交部给其确定的工作范围，负责办理以下各项工作：
- 负责掌握、研究西亚北非地区和国家的情况和形势。
- 负责与这一地区内的国家外交往来。
- 负责与这一地区内的国家相关的涉外事务的具体事宜。
- 协调同西亚北非国家间双边往来的具体政策。
- 指导中华人民共和国驻西亚北非地区大使馆、领事馆的外交业务工作。
- 其他相关工作。

## 工作涉及国家
外交部西亚北非司的工作职能中“西亚”和“北非”的范围只是一个大概的区域范围，不严格依据地理上的划分方法，主要泛指这一地区与中华人民共和国有外交联系（不一定建立外交关系）的国家和地区。
这些国家包括：阿尔及利亚、阿拉伯联合酋长国、阿曼、埃及、巴勒斯坦、巴林、卡塔尔、科威特、黎巴嫩、利比亚、毛里塔尼亚、摩洛哥、南苏丹、沙特阿拉伯、苏丹、突尼斯、土耳其、叙利亚、也门、伊拉克、伊朗、以色列、约旦。
地区组织和合作机制包括：萨赫勒-撒哈拉国家共同体、阿拉伯马格里布联盟、阿拉伯石油输出国组织、海湾阿拉伯国家合作委员会、中国—阿拉伯国家合作论坛、阿拉伯国家联盟、阿拉伯议会联盟、伊斯兰合作组织

## 机构设置
- 中华人民共和国外交部
  - 外交部西亚北非司
    - 西亚北非司一处
    - 西亚北非司二处
    - 西亚北非司三处
    - 西亚北非司四处
    - 西亚北非司五处

## 历任司长

### 西亚非洲司时期
- 柯华（1956.08－1960.01）
- 何英（1960.01－1962.03）
- 王雨田（1962.06－1964.06）

### 西亚北非司时期
- 陈楚（1964.07－1967）

### 西亚非洲司时期
- 何英（1970－1972.07）

### 西亚北非司时期
- 曹克强（1972.8－1974）
  - 周觉（1974.9－1979，代司长）
- 周觉（1979－1981.6）
- 章曙（1981－1983）
- 林蔼丽（1983－1984）
- 朱应鹿（1984.8－1987.7）
- 杨福昌（1987.7－1988.6）
- 王昌义（1989.2－1993.2）
- 安惠侯（1993－1996）
- 吴思科（1996－2000）
- 吕国增（2000－2001）
- 武春华（2001－2003）
- 翟隽（2003.9－2006.7）
- 宋爱国（2006.7－2010.10）
- 陈晓东（2010.10－2015.6）
- 邓励（2015.6－2019.1）
- 王镝（2019.1－2024.5）
- 陈伟庆（2024.5－）